# Safari Park Costablanca
El Safari Park CostaBlanca, també anomenada Safari Park Vergel i que rep el nom popular de Safari parc pels oriünds, era un paratge natural i safari de titularitat privada situada a 2,5 km del Verger direcció Pego. El park sobremira la serra de la Segària al sud i l'autopista AP-7 immediatament a l'est.
La finca es divideix en dues zones, el safari, d'entrada pagant, i el parc, d'entrada gratuïta. El safari conté una gran varietat d'animals i aus d'àfrica, com ara els lleons, tigres i els flamencs, a més d'altres animals exòtics com els manantís. El parc és conformat per dos grans llacs habitats per cignes i ànecs, envoltats d'arbres alts i frondosos. Atraccions com el trenet, que fa la volta al llac major, i l'aviari complementen els serveis més habituals: berenador, restaurant, bar i aparcament.
El Safari Park era una destinació popular per als vergerins, pegolins i altres habitants de la Marina Alta i la Safor que vulguen anar a berenar a la zona de pic-nic o dinar al restaurant, de tal manera que actua com un parc no-oficial per al Verger i Pego. Des del 2008 s'hi celebrava un rastre, o mercadet, cada diumenge, popular entre la comunitat turística. Igualment des del 2008 s'hi feia la Festa de la Cervesa, patrocinada per l'Ajuntament del Verger i el Safari en honor de les festes majors del Verger.
Eln setembre de 2010 el Safari Park va tancar les portes indefinidament per motius economics.